# Catedral de Jaén
La catedral de Jaén, seu de la diòcesi de Jaén, és una catedral situada a la plaça de Santa Maria de la ciutat de Jaén. És un edifici d'estil renaixentista concebuda, en la forma que hom la pot veure avui en dia, el segle xvi en substitució d'un temple gòtic anterior, i conclosa el 1691, tot i que s'hi feren afegits durant el segle xviii. La façana principal, del segle xvii, és una de les principals obres del barroc espanyol, i el seu cor neoclàssic és un dels més grans d'Espanya.
És secularment un lloc de pelegrinatge i custòdia de la relíquia del Sant Rostre o La Verònica, com se la coneix popularment, que és a la capella major i s'exposa al públic tots els divendres de l'any. És dedicada a l'Assumpció de Maria des de la consagració, l'any 1246, de l'antiga Mesquita Major de la ciutat musulmana després de la conquista per part de Ferran III de Castella.

## Construcció

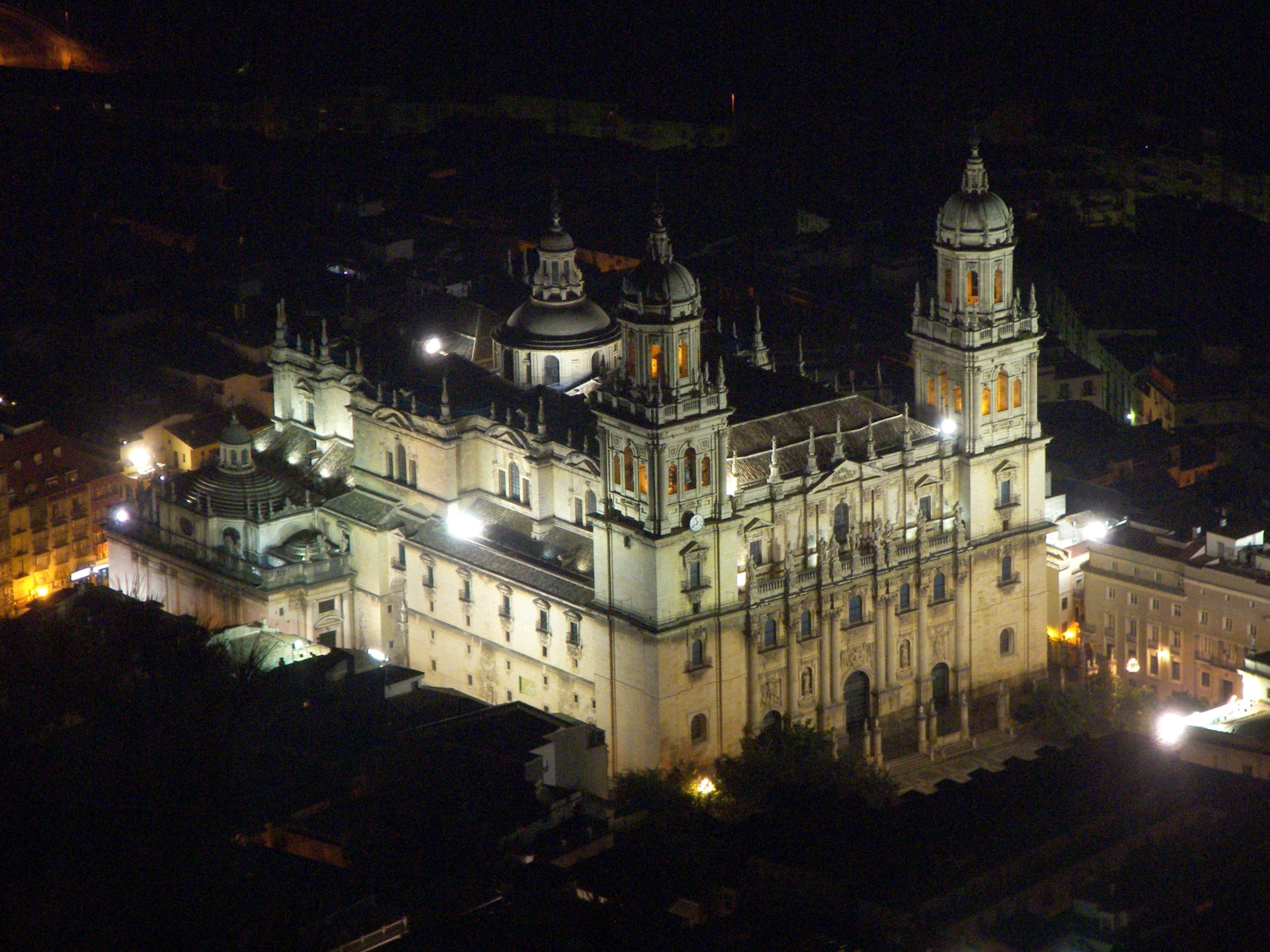
Imatge nocturna de la catedral de Jaén

Construïda en lloc sagrat des de la més remota antiguitat, i edificada de fet sobre una antiga mesquita aljama, la catedral primitiva, cap del Sant Regne de Jaén després de la reconquesta cristiana, fou feta purificar per Ferran III de Castella l'any 1249, que és quan es trasllada la seu episcopal de Baeza a Jaén. Es va projectar inicialment en estil gòtic, però després de sofrir greus desperfectes per la incursió àrab l'any 1368, s'hagué d'enderrocar i edificar-ne una de nova, durant el govern del bisbe Nicolás de Biedma.
A causa de greus deficiències de construcció, s'hagué de tornar a reconstruir a partir de 1494 (l'any 1500 va ser requerit Enrique Egas per fer una taxació), amb tanta mala sort, que el 1525 el cimbori es va ensulsiar, quan es tornà a emprendre la gran reforma per arribar fins a l'actual edifici renaixentista.
Aquesta adaptació es va realitzanr en diferents fases i per això hi ha els diferents estils visibles. De fet, les restes de la catedral gòtica encara es veuen a la part baixa de la cara oriental. Pertany a aquestes restes la famosa Mona amb barret, asseguda sobre un cantó del fris gòtic.
Encara que l'obra renaixentista va durar més de dos-cents anys (des de 1570 fins a 1802), i van ser molts els arquitectes que van dirigir l'obra, presenta una excepcional harmonia entre els diferents estils.

Un dels arquitectes que més van influir en l'obra va ser el renaixentista Andrés de Vandelvira, nascut l'any 1509. Del seu projecte de catedral, en va dirigir personalment les obres de la sagristia, la sala capitular i la cripta o panteó, ja que la construcció de la catedral renaixentista es va començar per la capçalera. La sagristia és considerada com una de les obres més originals dintre del renaixement espanyol, la composició de la qual, amb columnes i arcs, resol perfectament tots els problemes de llum i espai. Malgrat que havia tingua al seu costat l'escultor Esteban Jamete per a realitzar la part escultòrica de les seves obres per la província, se li atribueix, a la catedral de Jaén, l'Ecce Homo, que és a la testera de la part dreta del creuer. Quan va morir l'any 1575, el seu ajudant Alonso Barba se'n va fer càrrec.
| « | Com el propi Vandelvira ens diu al seu testament el 16 d'abril de 1575 «…faig saber al Il·lustríssim senyor bisbe de Jaén i als molt Il·lustríssims senyors Deán i Cabildo de la Santa Església que la persona que jo tinc més satisfacció que podrà fer la referida obra i prosseguir-la i acabar-la com cal és a Alonso Barba el qual a vint anys i més que en la meva companyia ha entès i entén a aquesta obra i amb el qual tinc molt comunicat els secrets de la referida obra i li deixo el model d'ella i concorrent a la seva persona com concorren la referides qualitats millor en ell que en un altre estarà el referit mestratge declara'l per descàrrega de la meva consciència…». (pres de Vandelvira. Fernando Chueca. La referència original és de la Revista de «Don Lope de Sosa».) | » |

que va ser fidel seguidor del projecte de Vandelvira. Tot l'interior de la catedral, malgrat els diversos arquitectes que es van succedir en l'obra, es va realitzar seguint les traces que va deixar Vandelvira. Segons el catedràtic d'Història de l'Art Pedro Galera Andreu «poques catedrals espanyoles oferixen una major unitat estilística que la de Jaén».

## Façana principal

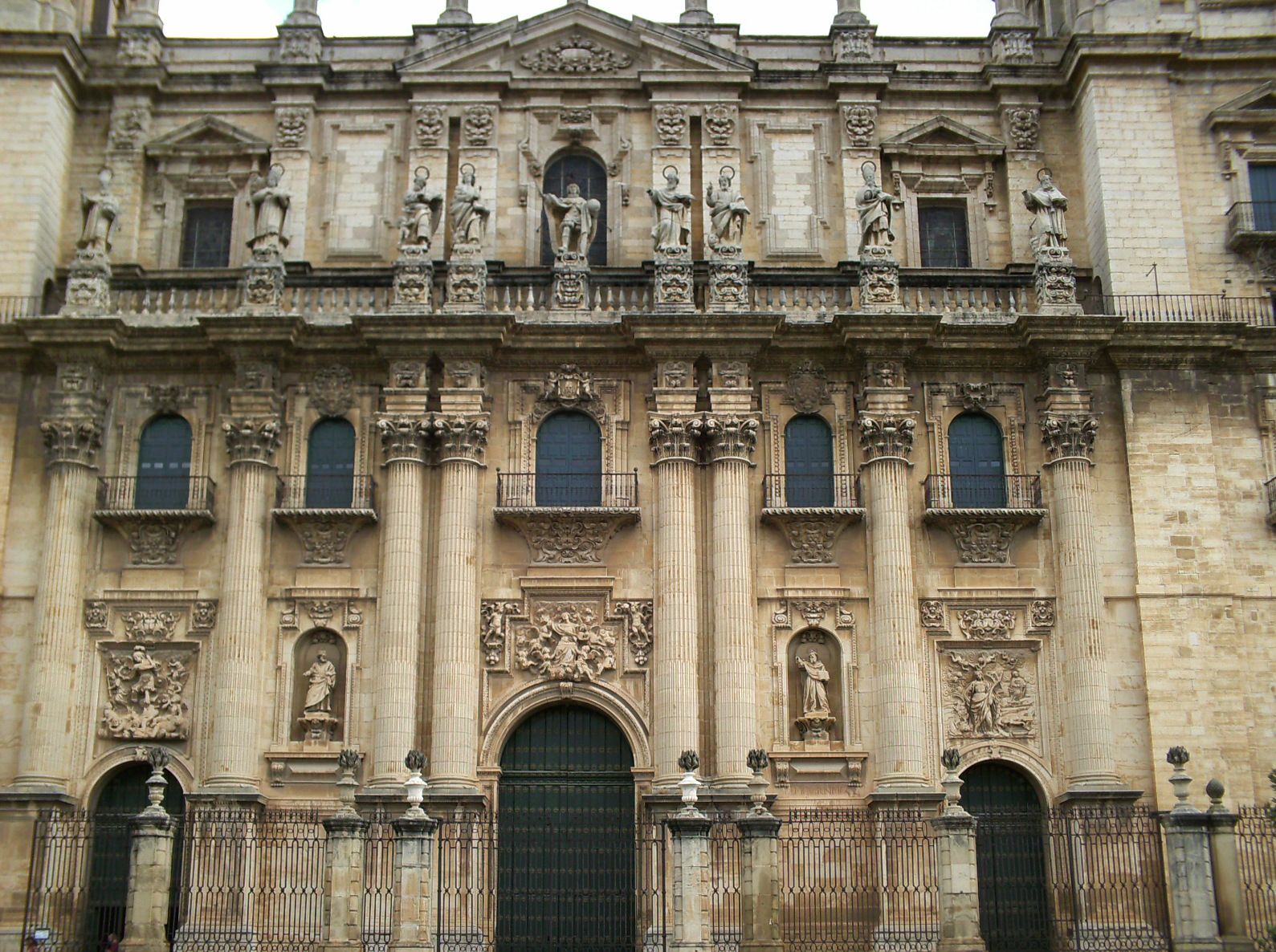
Façana principal de la catedral de Jaén

A la façana principal, acabada a la fi del segle xvii, hi ha tres portes d'accés i diverses balconades des de les quals s'exposava el Sant Rostre per beneir terres i gents. Mesura 32 metres d'altura per 33 d'amplària, sense incloure les torres.
La façana, feta per Eufrasio López de Rojas entre 1667 i 1688, destaca especialment per la posada en escena d'un gran mostrari iconogràfic emmarcat per grans columnes, gairebé tot ell magníficament esculpit per Pedro Roldán, al qual es troben des de significats universals (Pares de l'Església, Salomó, Sant Pere i Sant Pau, l'Assumpció de la Verge, etc.) fins a particulars devocions locals (Sant Ferran, Santa Caterina i, sobretot, el Sant Rostre).

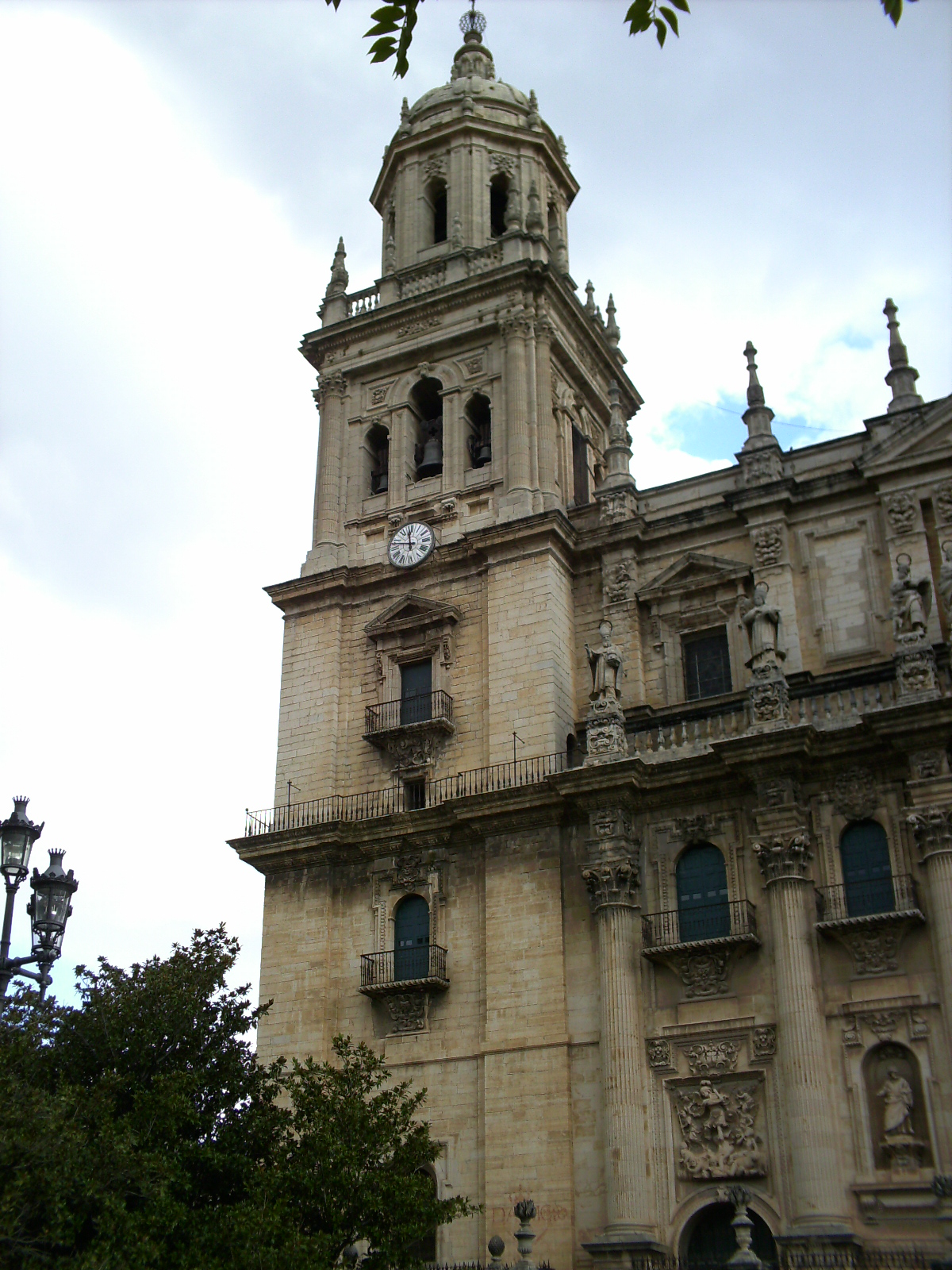
Torre de les Campanes.

Abans d'arribar a aquesta façana hi ha una llotja rectangular tancada per una reixa de ferro forjat realitzada l'any 1800 per Manuel Martínez Rodríguez.
Són precisament les dues torres les que donen al conjunt l'aspecte renaixentista, encara que van ser acabades a principis del segle xviii. S'alcen a seixanta metres, en principi sense ornaments especials, i en arribar al primer cos s'obren dotze buits rematats per una balustrada de ferro; el segon cos és octogonal amb vuit obertures acabades amb arcs de mig punt, rematades amb unes cúpules esfèriques i, sobre aquestes, unes creus de ferro. La torre de l'esquerra és l'anomenada de les Campanes, per haver-hi les nou campanes de què disposa la catedral. La més antiga és de l'any 1546.
Els arquitectes Eufrasio López de Rojas, el seu deixeble Blas Antonio Delgado i, finalment, Miguel de Quesada van intervenir en la construcció.

## Portes
A la façana principal hi ha tres portes d'entrada: 
- Porta del Perdó o central. Amb el relleu, a la part superior, de la Verge de l'Assumpció realitzat per Julián Roldán. A ambdód costats, dintre d'unes fornícules, hi ha representacions de Sant Pere i Sant Pau i sobre la llinda hi ha un balcó des d'on es mostra la relíquia del Sant Rostre en dies especials. A la part interior hi ha el relleu del Nen Jesús entre els doctors de Pedro Roldán.
- Porta dels fidels. Amb una escultura de Sant Miquel de Julián Roldán i a la part interior el relleu de les Noces de Caná de Lucas González.
- Porta del clergat. Lucas González és l'autor de la imatge de Santa Caterina i al seu interior es troba la Fugida a Egipte de Pedro Roldán.

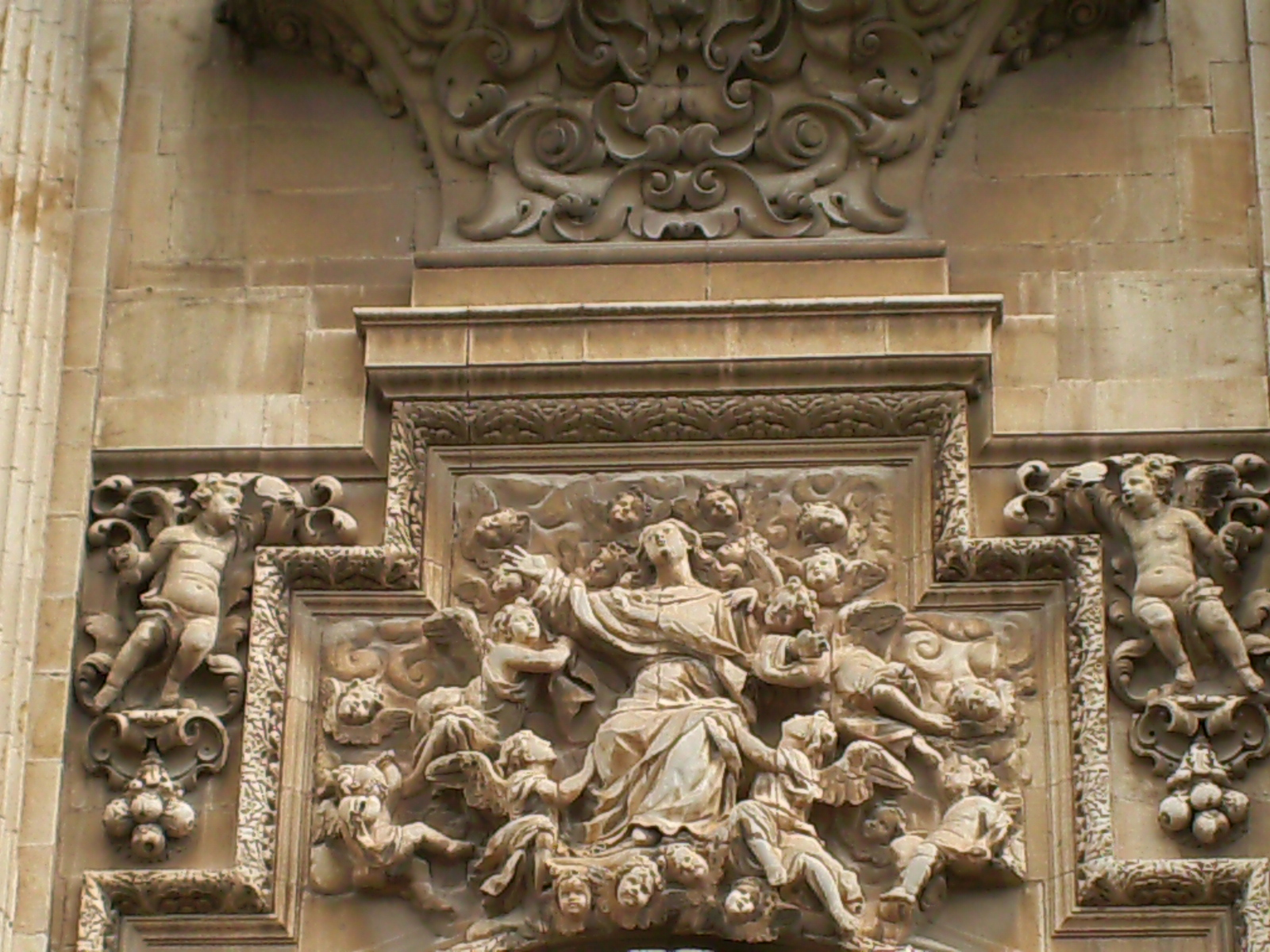
Porta del Perdó, amb relleu de l'Assumpció per Julián Roldán
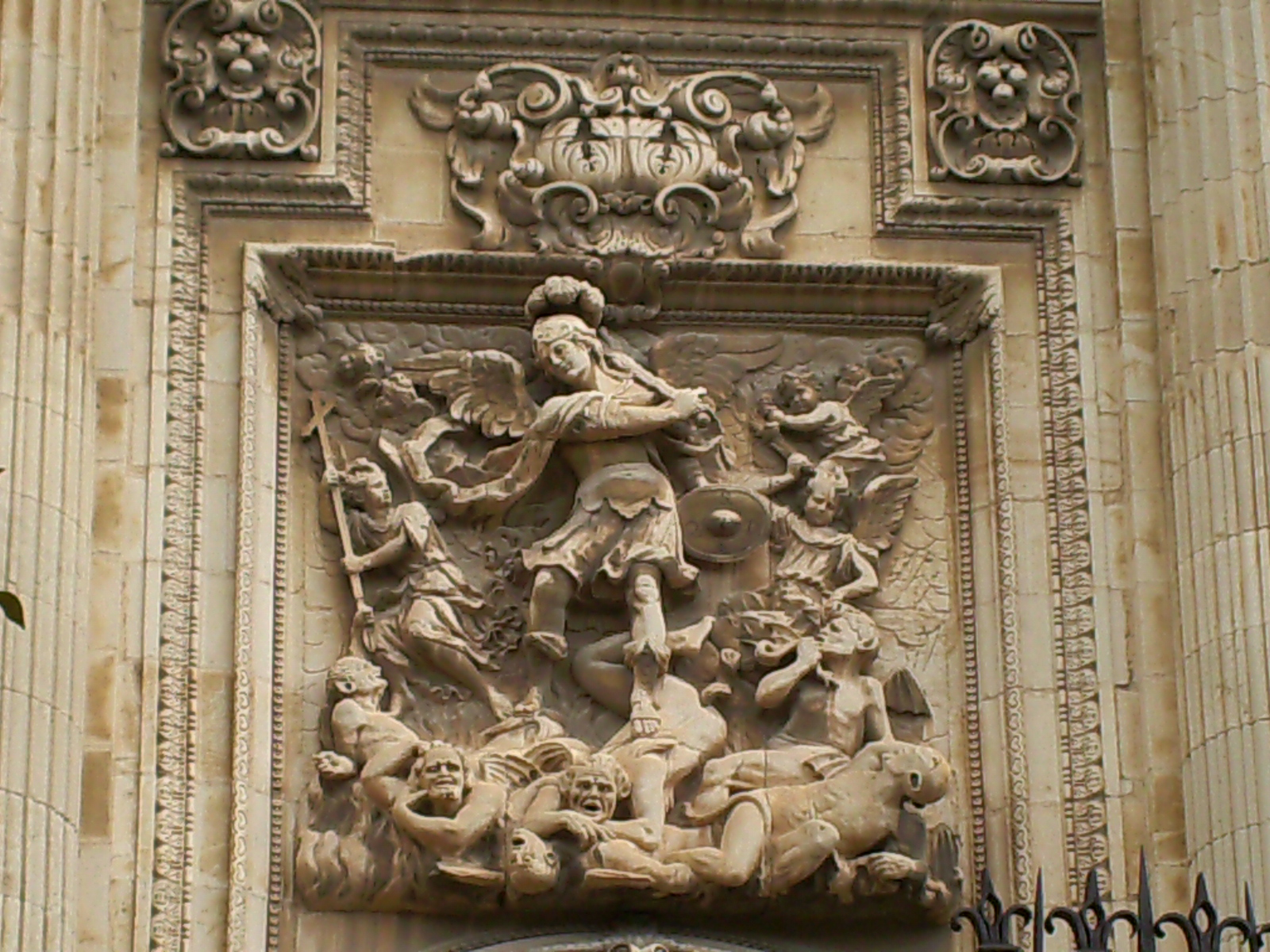
Porta dels fidels, amb imatge de Sant Miquel per Julián Roldán
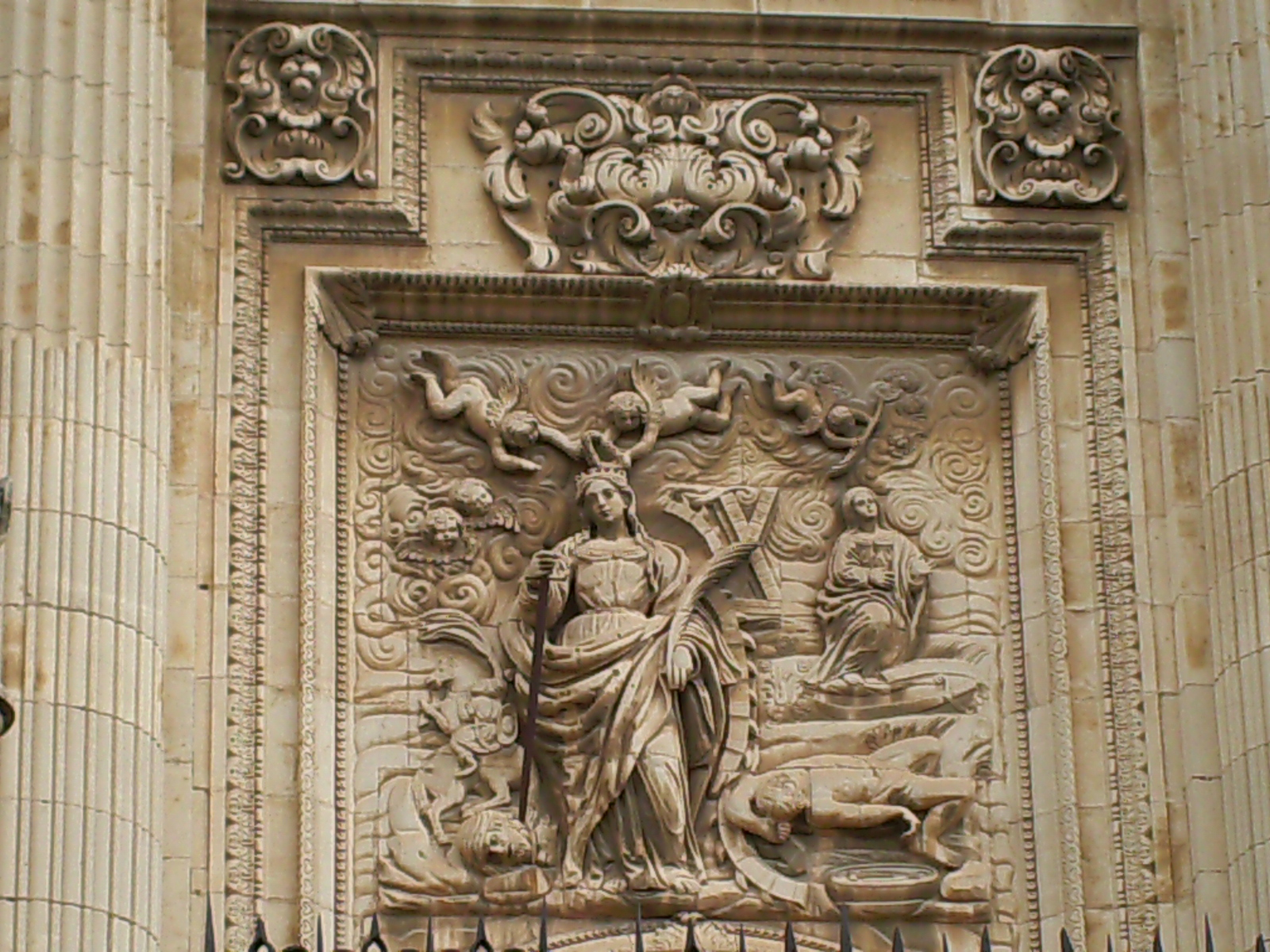
Porta del clergat, amb imatge de Santa Caterina per Lucas González

La catedral té dues portes més:

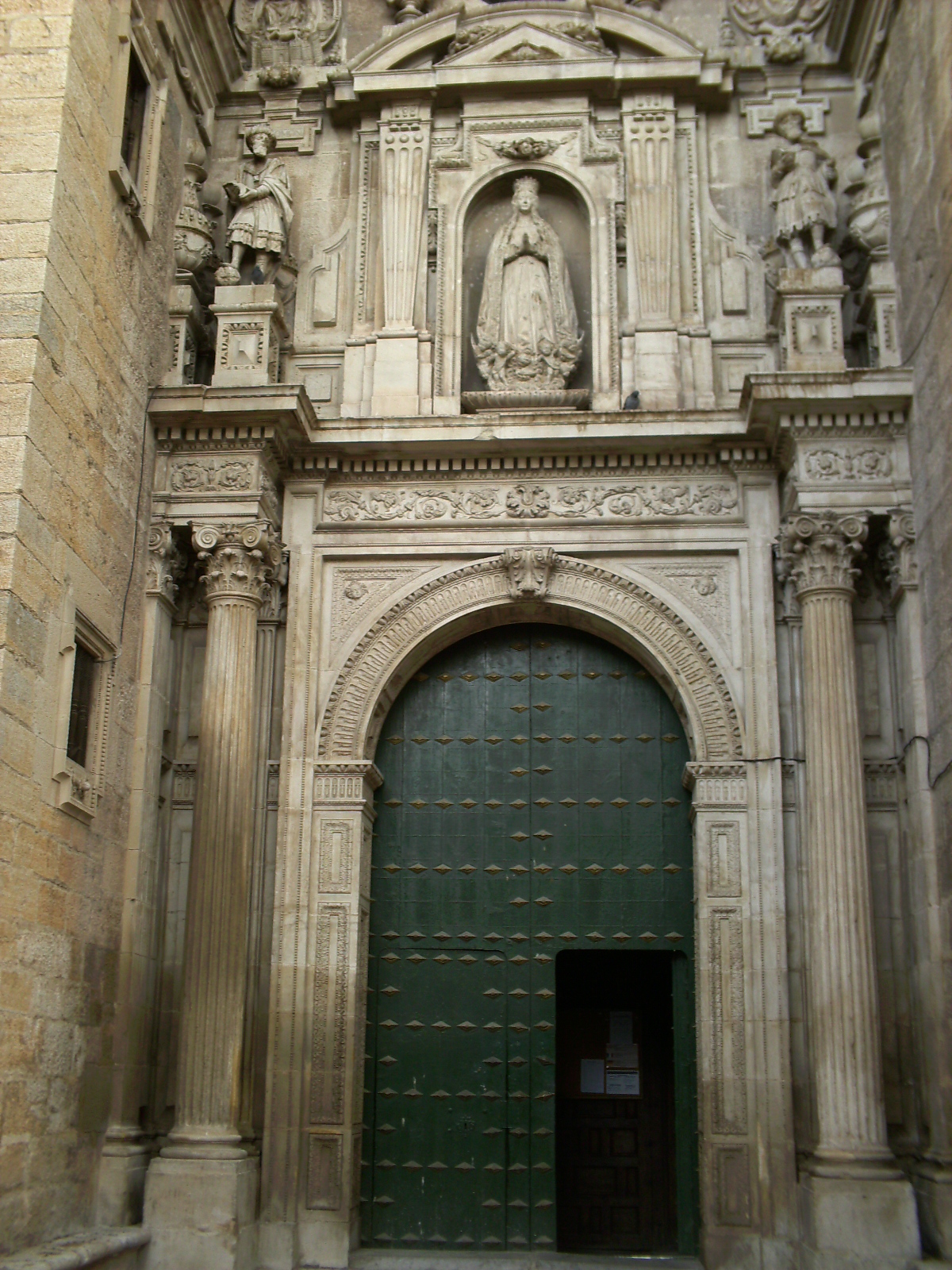
Portada del nord realitzada per Juan de Aranda.

- Portalada del sud. Realitzada per Vandelvira, sobre el fris de la porta es troba un alt relleu de l'Assumpció, la porta té per coronament un frontó triangular. Al seu interior hi ha els relleus de la Circumcisió de Jesús i la Presentació de Jesús al Temple.
- Portalada del nord. Realitzada per Juan de Aranda Salazar, amb una Immaculada Concepció a la fornícula central sobre la porta i amb les imatges del Rei Salomó i David a banda i banda. També hi ha els escuts de la catedral i del bisbe Baltasar Moscoso y Sandoval (1619-1646). Al seu interior es representa, amb relleus, el Naixement i l'Adoració dels Mags, aquests realitzats per Luis de Aguilar l'any 1564. Es va inaugurar l'any 1640 amb gran solemnitat, ja que en aquells dies estava molt arrelada la devoció a la Immaculada. A terra d'aquesta entrada hi ha enterrat el Degà de la catedral, Iñigo Fernández de Còrdova, mort el 1624, que ho va voler així per tal de «ser trepitjat per tot aquell que la creués».

A la façana oriental, l'escultor Miguel Verdiguier va realitzar les imatges de Melquisedec, Samsó, Isaac i David, així com les del costat nord que representen la Caritat, la Gràcia, la Innocència i la Saviesa.

## L'interior

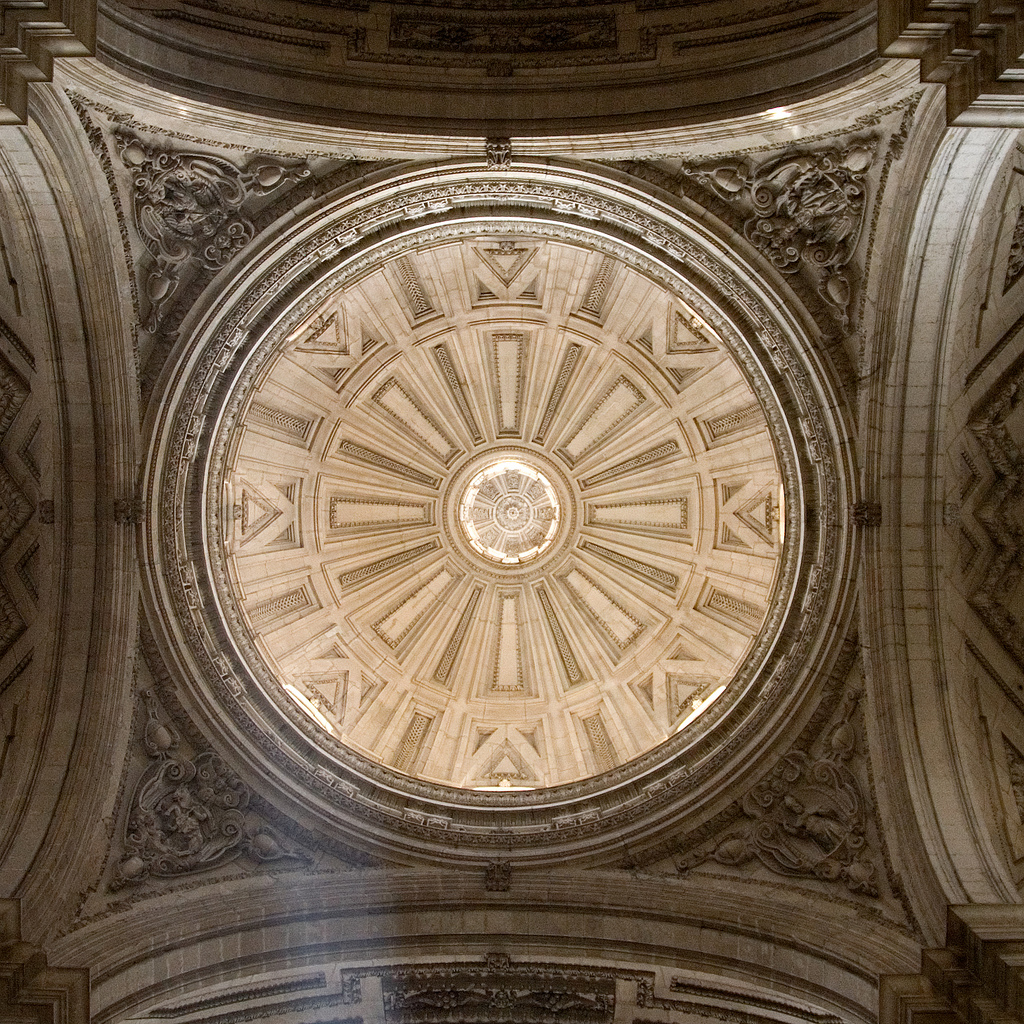
Cúpula del creuer de la catedral de Jaén.

A l'interior es poden observar diferents estils que van des del renaixement al xoriguerisme, passant pel neoclàssic o el barroc.
Presenta planta de «saló», consta de tres naus dividides per esvelts i elegants pilars cruciformes corintis bastant separats, coronats per voltes vaïdes.
L'esvelta cúpula del creuer és obra de l'arquitecte Juan de Aranda Salazar, és formada per una circumferència ornada de 12 metres de diàmetre i 50 metres d'altura, sota la qual a les seves petxines, es troben els relleus de Sant Miquel, Sant Eufrasi, Sant Jaume i Santa Caterina. De la part superior de la circumferència s'eleva la volta amb vuit finestres, remata amb una circumferència de dos metres i mig de diàmetre de la qual sorgeix el llanternó que té cinc metres d'altura amb vuit finestres i rematat per una semiesfera amb una creu de ferro per l'exterior.

### Altar Major
El presbiteri elevat sobre la resta del temple per cinc graons, està tancat per una reixa realitzada per Clemente Ruiz, ferrer de Màlaga, l'any 1658. En cadascun dels seus quatre angles es troba col·locat un àngel aguantant un llum de plata.
L'altar actual va substituir el de l'any 1660 i va ser encomanat i pagat pel bisbe Agustín Rubín de Ceballos (1789-1793). Situat al terç posterior del presbiteri, és de marbre vermell formant un quadrat de cinc metres de costat; sobre aquest, a uns 70 centímetres de la vora, s'aixeca una altra taula de 25 centímetres de gruix, també de marbre amb acabats de bronze; al seu centre hi ha el sagrari emmarcat amb guarniments de penjolls i flors. El templet és de l'arquitecte Juan Pedro Arnal i va ser elaborat a Madrid. Consta de vuit columnes de serpentina d'estil corinti, per rematar la cúpula hi ha una creu de vidre de jaspi emmarcada en bronze.
Envolten aquest templet les figures de sis àngels de marbre blanc, realitzats els del costat de l'Epístola per Alfonso Giraldo Bergaz i els del costat de l'Evangeli per Juan Adán.
L'actual taula de l'altar junt amb la cadira episcopal són obra recent de l'escultor d'Andújar Manuel López.

### Capella Major

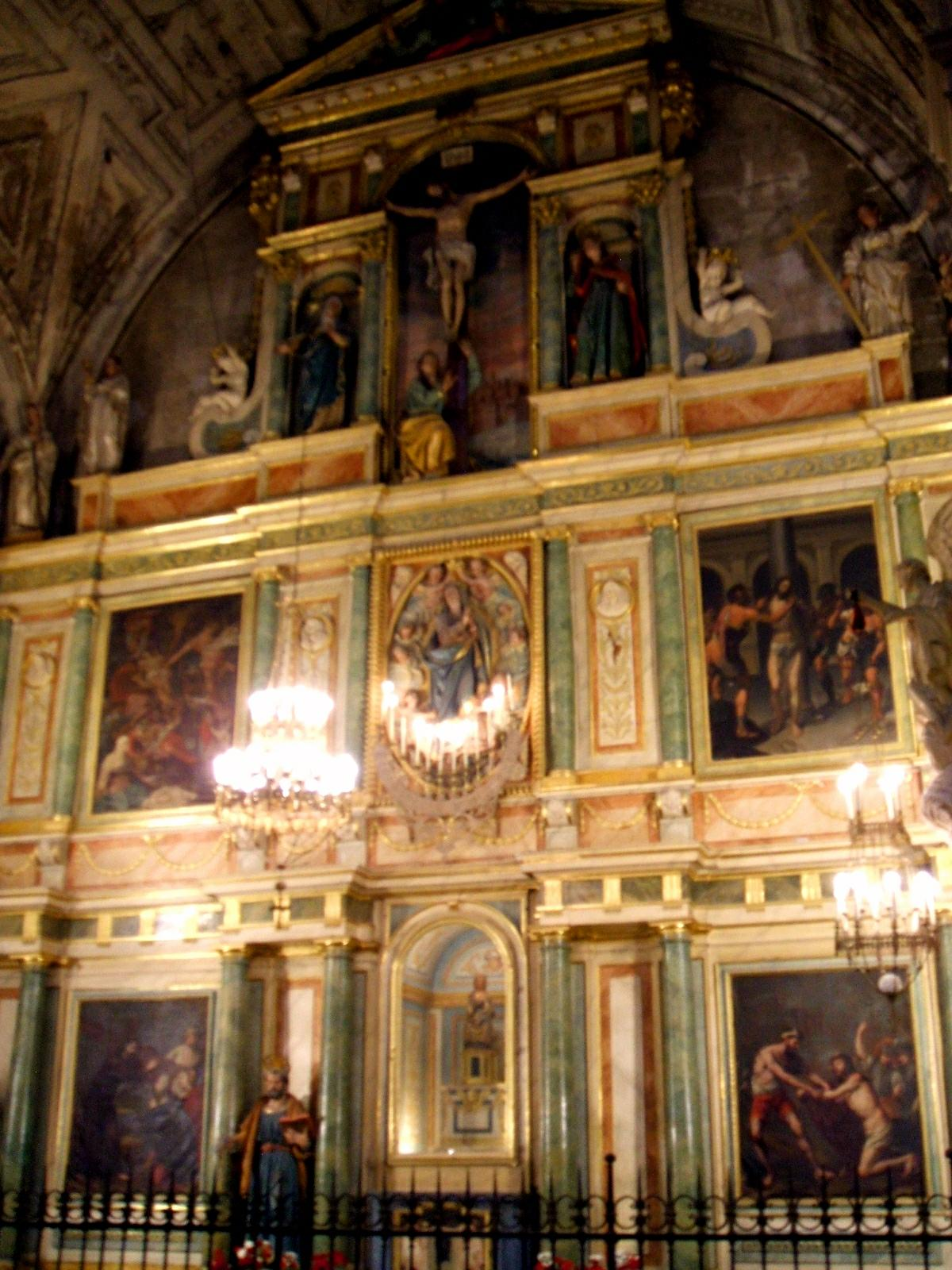
Retaule major de la catedral

La primera construcció de la capella Major o del Sant Rostre (núm. 9 del plànol), va ser sota el manament del bisbe Alonso Suárez de la Fuente del Sauce al segle xvi, però va haver de ser enderrocada i les noves obres van ser fetes per l'arquitecte Juan de Aranda Salazar el segle xvii.
El retaule major consta de tres cossos en els quals es combinen els estils dòric, jònic i corinti, cobrint tota la capçalera de la capella. Fou realitzat pels germans Sebastián i Francisco Solís.

Al primer cós, a la part central, es guarda el reliquiari d'orfebreria cordovesa que guarda el Sant Rostre cobert amb una taula pintada per Sebastián Martínez.

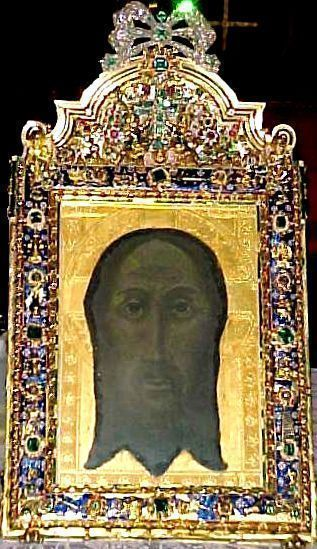
Relíquia del Sant Rostre

 Darrere de la taula hi ha una porta que s'obre amb dues claus, que dona accés a la caixa forta, la qual té tres claus més. Dins de la caixa forta hi ha una urna de plata i or que també necessita dues claus per obrir-se i a dins hi ha la relíquia del Sant Rostre. Damunt d'aquesta càmera, hi ha una fornícula on es troba la Verge de l'Antiga, talla gòtica, que segons la tradició fou donada a la ciutat per Ferran III el Sant. Es troben també en aquest pis del retaule, les imatges de Sant Pere, Sant Pau, Sant Bernat i un Sant Antoni Abat de grans dimensions. Als seus carrers laterals es troben pintures que representen la Trobada de Jesús amb la creu i Maria en el camí del Calvari i Jesús despullat de les seves vestidures.
A la part central del segon cós, d'ordre jònic, es troba un alt relleu de la Verge de l'Assumpció, obra de Sebastián Solís, mentre que als altres dos carrers estan col·locades les pintures del Davallament de Jesús i el Senyor lligat a la Columna.
El tercer cós és d'estil corinti, format per quatre columnes de serpentina i hi ha un grup del Calvari, també de l'escultor Sebastián Solís, mentre que als seus laterals hi trobem les imatges de la Verge i Sant Joan; als costats d'aquest últim cós hi ha al·legories escultòriques de les virtuts teologals: Fe, Esperança, Caritat i Religió.
A l'àtic del retaule hi ha una imatge del Pare Etern amb l'esfera a la mà, coronada per una creu.

#### «Santo Rostro»
Segons una tradició de Jaén la catedral guardaria el llenç de la Verònica on hi ha imprès el Sant Rostre de Jesús. Com a llegenda popular s'explica que sant Eufrasi, (un dels set sants barons que van venir a evangelitzar la península ibèrica) és el que va aconseguir del papa el regal del Sant Rostre per Jaén. La documentació que acreditava l'autenticitat de la relíquia va desaparèixer en una incursió musulmana de l'any 1368.

El sant Rostre va ser portat, a partir de l'any 1246, per Ferran III el Sant a les croades per Andalusia i no va ser tornat a la ciutat perquè el rei va morir el 1252. El 1376 el bisbe de Jaén, Nicolás de Biedma, la va poder dur des de Sevilla que on es conservava aleshores. Una referència d'aquest fet és la inscripció que hi ha a un retrat del bisbe que es troba al Palau Episcopal de Jaén.
| « | Don Nicolas de Biedma de Galícia, Ardiaca d'Ecija, va ser elegit bisbe de Jaén per Urbà V i per Gregori XI. Any 1376. Visitador de diversos bisbats a les ocupacions i d'altres es va portar amb encert. Se'n diu que va restituir a aquesta Església de Jaén la Santa Verónica que s'havia endut a Sevilla. Fou promogut per Sa Santedat al bisbat de Conca. Any 1378. | » |

Des d'aquesta data hi ha molts documents en els llibres d'actes capitulars de la catedral referits al Sant Rostre.

### Capelles menors

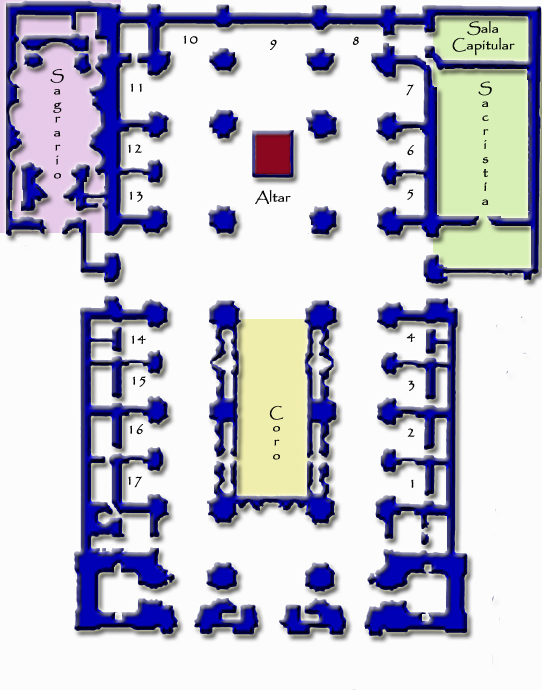
Plànol de la catedral de Jaén

Situades a les naus laterals hi ha catorze capelles i dues més al centre, al costat de la capella major:
- Capella del Crist de la Bona Mort (núm. 1 al plànol). Conté la talla del Crist de la Bona Mort de l'escultor Jacinto Higueras. Al lateral esquerre, un retaule d'estil plateresc amb una pintura central de Santo Domingo de Guzmán, de Pancorbo.
- Capella de Sant Sebastià (núm. 2 al plànol). La pintura és de Sebastián Martínez, al lateral es troba un retaule plateresc amb una escultura de Sant Joan Nepomuceno.
- Capella de Sant Jeroni (núm. 3 al plànol). Pintura del sant titular de la capella, pintat per José Antolínez, al lateral esquerre es trobava un relleu de l'Assumpció de l'escultor Mariano Benlliure que actualment es troba al Museu de la catedral.
- Capella de la Verge dels Dolors i Sant Sepulcre (núm. 4 al plànol). Decorada per Francisco Pancorbo amb representacions de la Transfixió de la Verge, del Davallament de Crist, Evangelistes i Profetes. En una urna es troba la imatge de Jesús dins el sepulcre.
- Capella de la «Virgen de las Angustias» (núm. 5 al plànol). La imatge de la Verge és una talla de José Mora, al damunt es troba un oli de Sant Pere Pasqual, ja que originalment, aquesta capella estava dedicada a aquest sant. Es troba enterrat en aquesta capella el bisbe Fra Jerónimo de Valderas (1669-1671).
- Capella de Santa Teresa (núm. 6 al plànol). Presenta un retaule barroc on hi ha les imatges de Santa Teresa de Jesús, Sant Joan Baptista i la de Sant Roc. La decoració és de Pancorbo.
- Capella de Sant Benet (núm. 7 al plànol). Conté un retaule barroc. Al seu centre, la imatge de Sant Benet. A la part inferior hi ha una pintura de la cara de Crist i a la superior una imatge també barroca de la Immaculada. En aquesta capella hi ha la sepultura del bisbe fra Benito Marín (1750-1769).

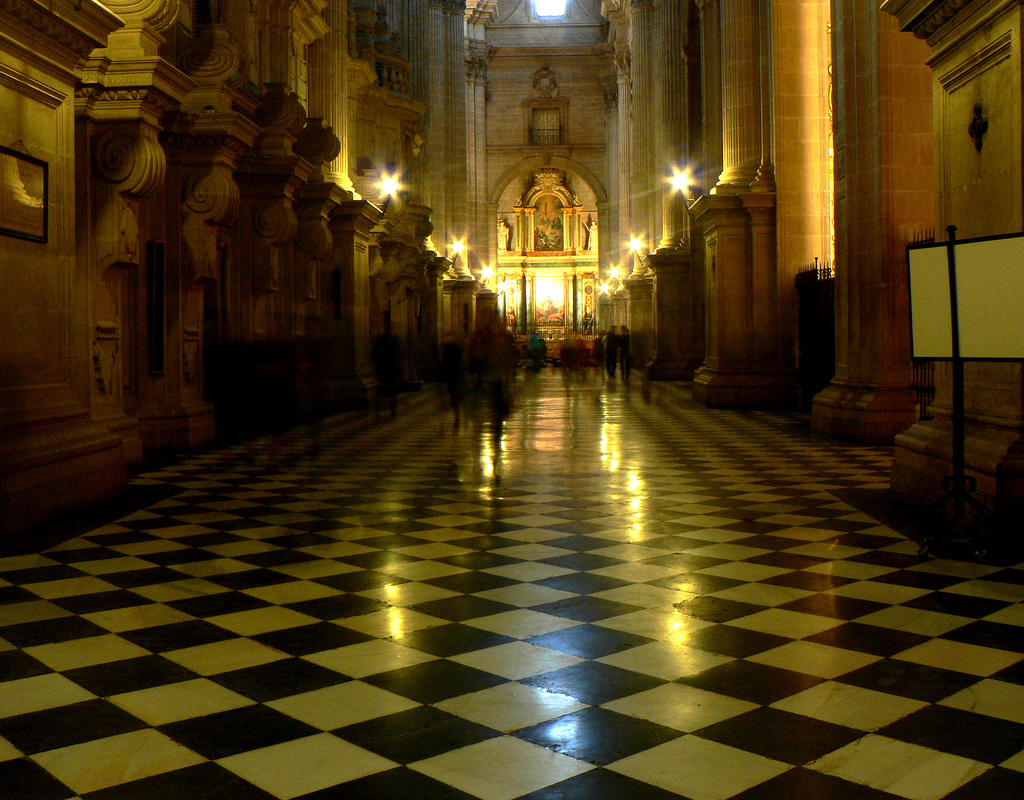
Vista del costat de l'Epístola, al fons, la Capella de Sant Jaume

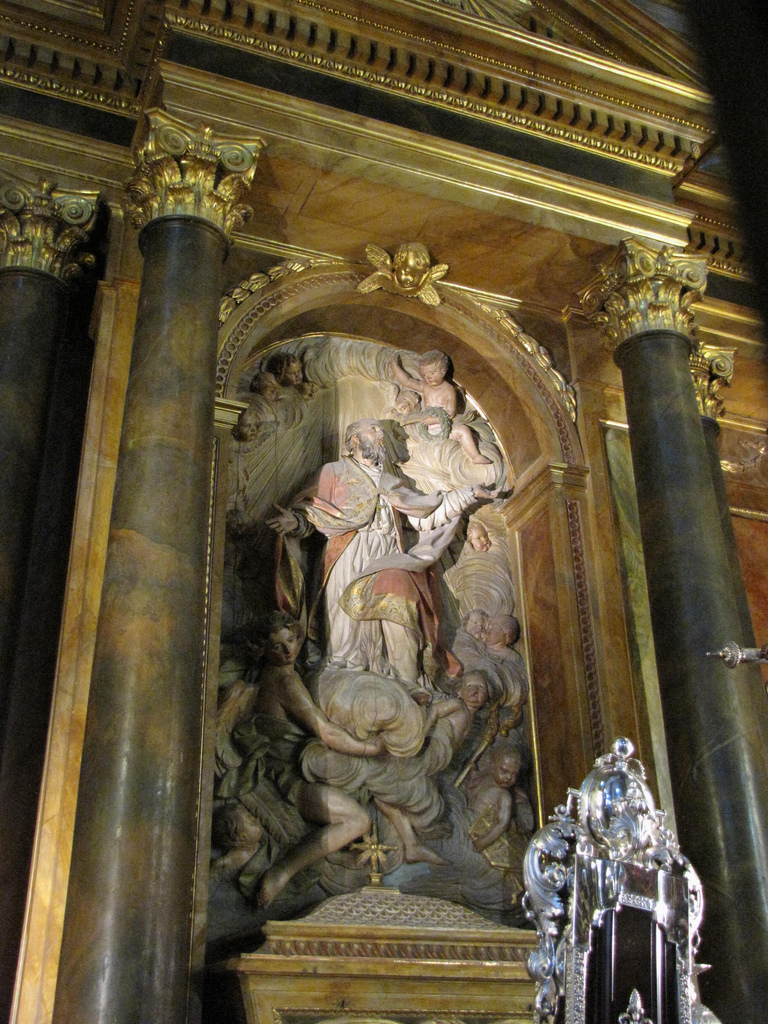
Relleu de la Capella de Sant Eufrasi

- Capella de Sant Jaume(núm. 8 al plànol). Situada a la part esquerra de la capella major. El retaule és de Manuel López, al seu coronament hi ha una pintura de la Verge del Pilar, hi ha les escultures de Sant Judes Tadeu, Sant Andreu, Sant Tomàs de Villanueva i Sant Ambrós.
- Capella de Sant Ferran (núm. 10 al plànol). Situada a la dreta de la capella major. El retaule és de Manuel López, i el quadre de Sant Ferran, vestit de rei, s'atribuïx a Valdés Leal.[6] També s'hi troba una imatge de la Verge de la «Cabeza».
- Capella de Sant Eufrasi (núm. 11 al plànol). Retaule d'estil neoclàssic de Manuel López de 1790 i el conjunt escultòric realitzat per Juan Adán.,[7] amb col·laboració de Miguel Verdiguier. Urna amb el cos de Sant Pius màrtir, donat pel papa Pius VII al bisbe Rubín de Ceballos (1780-1793), que també es troba enterrat en aquesta capella.
- Capella de La Immaculada (núm. 12 al plànol). Retaule amb una pintura de la Immaculada al centre. Es troba sepultat aquí el bisbe Manuel María González y Sánchez (1877-1896).
- Capella del Nen Jesús (núm. 13 al plànol). Imatge del Nen Jesús al centre i sobre ell un quadre de la Circumcisió de Zacarías González de Velázquez. Es troba en aquesta capella la sepultura del bisbe Salvador Castellote y Pinazo (1901-1906).
- Capella de Sant Miquel (núm. 14 al plànol). D'estil barroc amb pintura de Sant Miquel de Francisco Pancorbo. Es troba també un quadre de la Verge de l'Alcàsser, patrona de Baeza.
- Capella de Sant Pere Pasqual (núm. 15 al plànol). Pintura de José Carazo.
- Capella de la Verge de la Corretja (núm. 16 al plànol). Es troba un Crist crucificat i als seus peus la Verge amb la corona d'espines a les seves mans.
- Capella de Sant Josep (núm. 17 al plànol). Retaule de tres carrers amb la figura de Sant Josep al centre, a la part superior un Crist crucificat i als laterals diverses pintures de sants. Hi ha unes talles policromades representant els Evangelistes.

### Cor
L'obra del cor es va començar l'any 1730 sota la direcció de José Gallego y Oviedo, i es va acabar el 1736.

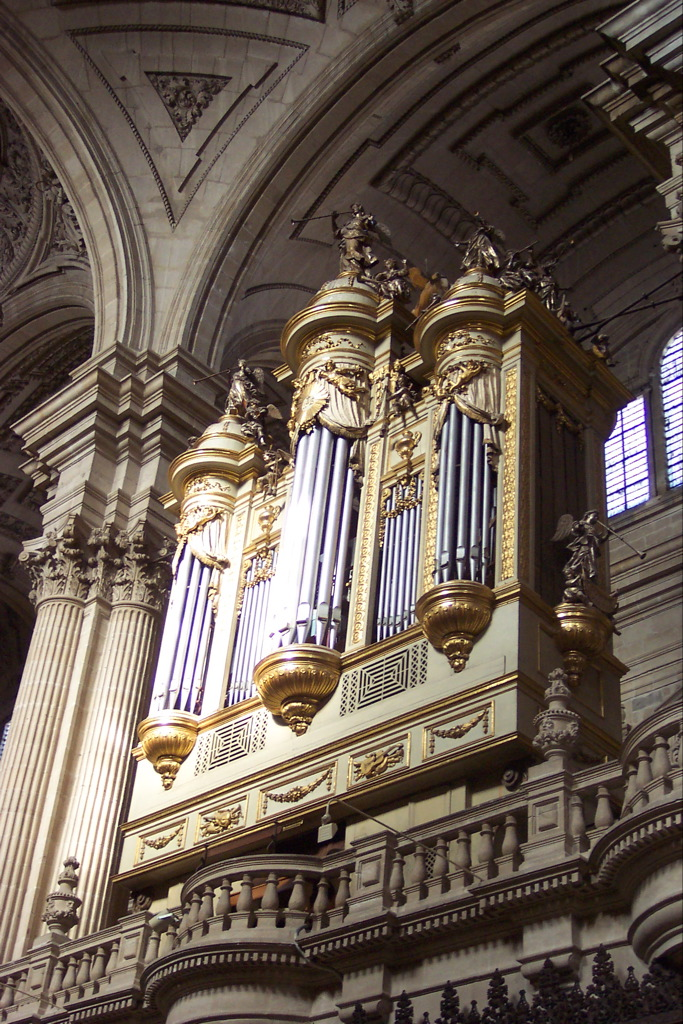
Orgue de la catedral de Jaén

Una reixa el separa del creuer. La volta és abundant en imatges i al·legories, té relleus dels quatre evangelistes a les petxines, que sostenen un doble anell on hi ha vuit figures d'àngels-músics, separats per un doble radi que remata el casquet, on hi ha un gran alt relleu de l'Assumpció de la Verge.
El cadirat, de fusta de noguera, va ser començat sota el govern del bisbe Alonso Suárez de la Fuente del Sauce i executat pels tallistes Juan López de Velasco, Jerónimo Quijano i Gutierre Gierero durant el segle xvi; es va ampliar el nombre de cadires l'any 1736, per Julio Fernández i Miguel Arias, amb un estil tan semblant que resulta molt difícil distingir aquesta continuació d'obra.
El cadirat baix té 53 seients amb la vida dels sants esculpida al respatller. El cor alt consta de 69 setials, inclosa la cadira episcopal central amb l'escut del bisbe Alonso Suárez de la Fuente. Les taules representen escenes de la vida de Crist.
Sobre els seients del cadirat alt, hi ha escenes de l'Antic i Nou Testament, Profetes, etc., repartides en 62 taules. Rematen tot una cresteria de talla delicada que a la part central, coincidint amb la cadira episcopal, ostenta l'escut del bisbe Andrés Cabrejas Molina. Sota el mandat d'aquest bisbe (1738-1746) es va acabar l'obra.

#### Orgue
Dintre del cor, destaca el monumental orgue, la caixa barroca del qual és obra de José García i de Manuel López (1780), i que va servir per a la façana de l'orgue que va construir el 1790 Fernando Antonio de Madrid. Aquest orgue va estar en funcionament fins al 1925, quan va ser transformat per la Casa Eleizgaray i Companyia de Sant Sebastià. L'actual orgue, el tercer que ha tingut la catedral, va ser construït en la postguerra per la Casa Amezua i Companyia d'Hernani. Es va inaugurar el 3 de juny de 1943 amb una composició semblant a l'anterior, i que ha estat millorat el 1980. Es tracta d'un orgue de dos teclats de cinquanta-sis notes i pedal de trenta-dues notes. Entre els mestres de capella, cal destacar el polifonista Francisco Guerrero, que va ser nomenat quan tenia disset anys i va ser-hi durant els anys 1545 a 1548.
Al museu catedralici conserva al voltant d'un centenar de llibres corals, així com nombroses partitures originals dels diferents mestres de capella que ha tingut la catedral.

### Rerecor
El rerecor és una obra realitzada segons el projecte de José Gallego y Oviedo de Portal, l'any 1791. Construït amb diversos marbres: blanc de Carrara, vermell de Cabra i negre de Jabalcuz. Aquest marbre negre forma al centre del retaule un gran arc on està col·locada una pintura del valencià Mariano Salvador Maella, representant la Sagrada Família, de l'any 1793, als laterals de la qual hi ha les escultures de Sant Llorenç i Sant Toribi d'Astúries, coronant-se amb un medalló en forma de triangle on està gravat el nom de Déu en lletres hebrees.

### Sala Capitular i Sagristia Major

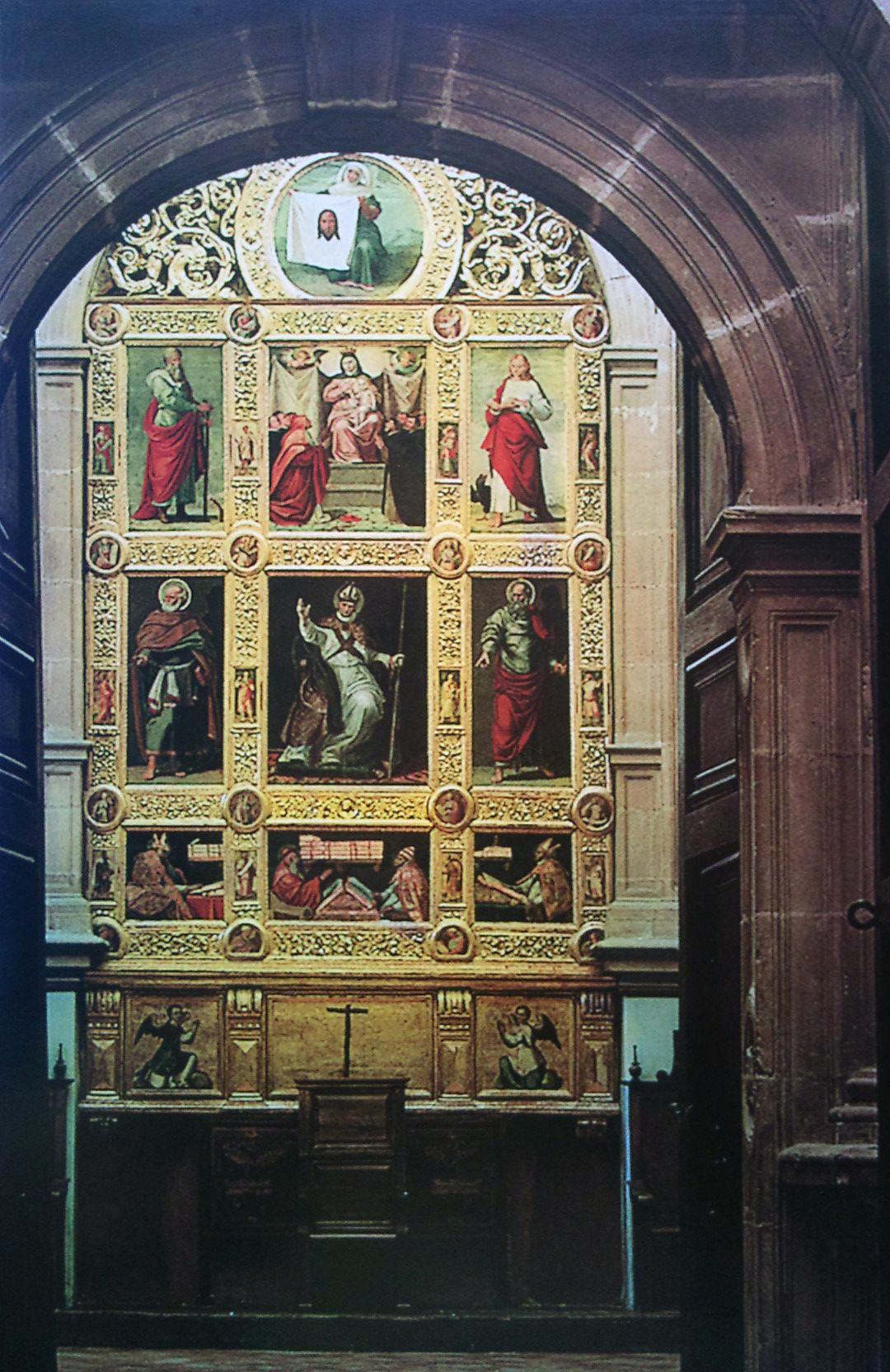
Retaule de Sant Pere d'Osma a la Sala Capitular

Ambdues cambres van ser projectades i dirigides per Andrés de Vandelvira i es troben sobre l'antic Panteó, actualment Museu de la catedral.
- Sala capitular. A l'esquerra de l'altar de la capella de Sant Jaume hi ha una porta per la qual s'accedeix a la sala capitular, també dita capella de Sant Pere d'Osma. En ambdós costats de l'habitació, de planta rectangular, es troba l'arxiu d'actes capitulars. Al davant hi ha un retaule del segle xvi de Pedro Machuca, deixeble de Miquel Àngel. Està format aquest retaule per tres carrers de tres quadres cadascun, separats per marcs tallats amb penjolls de parra, a les creus dels quals hi ha medallons d'efígies de sants, i als travessers divisoris també hi ha pintures de sants.

A les taules s'hi representen: al primer cós, pontífexs escrivint; al segon, a la part central, Sant Pere d'Osma i als seus costats sant Pere i sant Pau; al tercer cós, s'hi troba la Verge amb el Nen i als seus costats els evangelistes sants Joan i Lluc. A la coronació del retaule, en forma d'òval, hi ha una taula amb la pintura de la Verònica duent el llenç del sant Rostre.
- Sagristia. S'hi entra des del creuer del costat de l'Evangeli. A l'avant-sagristia s'hi troba l'escut del bisbe Diego Tavera (1555-1560), sota el mandat del qual es van realitzar aquestes obres. Les mesures de la sala són de 25 per 14 metres, amb vuitanta columnes corínties, de les quals 36 són exemptes i 44 semiadossades, totes agrupades en quatre, sobre 18 pedestals. Té una doble arcuació amb coberta de volta de canó decorada. Al mur dret té cinc finestres entre els intercolumnis, que li proporcionen llum natural. Al costat esquerre, hi ha pintures que són còpies de quadres de Raffaello Sanzio. Els ornaments que s'empren a les litúrgies, estan guardats en unes enormes calaixeres que hi ha al voltant de tota la sagristia, entre les bases de les columnes. Recolzat a la capçalera central hi ha un retaule-reliquiari d'Alonso de Mena.

Es troben una sèrie de pintures murals representant la Verge amb Nen i escuts de bisbes de l'any 1608, a més a més d'uns llenços de Santa Maria Magdalena i els evangelistes emmarcats amb pintura mural figurant jaspis. Aquestes pintures van ser restaurades l'any 1992.

## Museu Catedralici

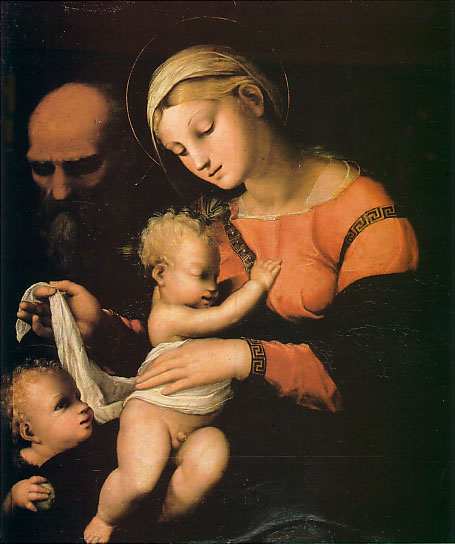
Sagrada familia de la Cinta de Pedro Machuca

El museu és sota el pis de la sala capitular i de la sagristia. Aprofitant la distribució tripartida s'hi van habilitar tres sales d'exposició dels tresors artístics de la catedral i d'altres esglésies de la diòcesi.
Les pintures estan datades entre final del segle xv i del segle xix, encara que el període amb major nombre d'obres és el barroc.
- Pietat. Pedro Machuca. segle xvi.[13]
- La Sagrada Família de la Cinta de Pedro Machuca. segle xvi.[14]
- L'Anunciació. Escola flamenca. segle xvi.[15]
- Flagel·lació. Alonso de Baena. segle xvii[16]
- Adoració dels Reis. Escola italiana. segle xvii.[17]
- Deixebles d'Emaús. segle xviii.[18]

En escultura hi ha més obres renaixentistes que no pas barroques.
- Sant Llorenç. segle xvi[19]
- Naixement. Relleu policromat. segle xvi.[20]

També destaquen les unes obres menors, fetes d'alabastre, corall, bronze, forja i orfebreria, entre les quals destaquen un retaule petit de fusta i alabastre renaixentista amb el tema de la Crucifixió, un Davallament d'alabastre inspirat en dissenys flamencs manieristes, el Reliquiari de Santa Cecília, de fusta de banús amb incrustacions de bronze, d'influència italiana, o el tenebrari i l'atxera, de ferro repussat i daurat del mestre Bartolomé.

## La Custòdia
La Custòdia del Corpus Christi actual és una rèplica de l'efectuada per Juan Ruiz «El Vandalino», el qual va signar el contracte per realitzar-la l'any 1533 i per això es va traslladar a viure a la ciutat de Jaén, on el capítol catedralici li havia posat casa i obrador al costat del convent de la Mercè.
L'obra, realitzada en plata, era de planta hexagonal, de sis cossos que anaven disminuint progressivament. Al primer cós, estava col·locat el viril sostingut per àngels amb un diàmetre d'uns dotze centímetres, envoltat per columnetes amb imatges dels apòstols; al segon cós hi havia tallats àngels juntament amb Abraham i Isaac; al tercer, hi havia la imatge de la Mare de Déu, al quart la de Sant Joan i al cinquè i sisè, en disminució fins a acabar amb el coronament del Ressuscitat. Feia dos metres d'alçada i el seu pes era de 109 quilos. Va ser destruïda durant la Guerra Civil espanyola l'any 1936.
Alexandre de Laborde, va fer una ressenya de la Custòdia a l'obra Itinerari descriptiu de les províncies d'Espanya, de 1809.

## Butlles papals
- Salvatoris Domini

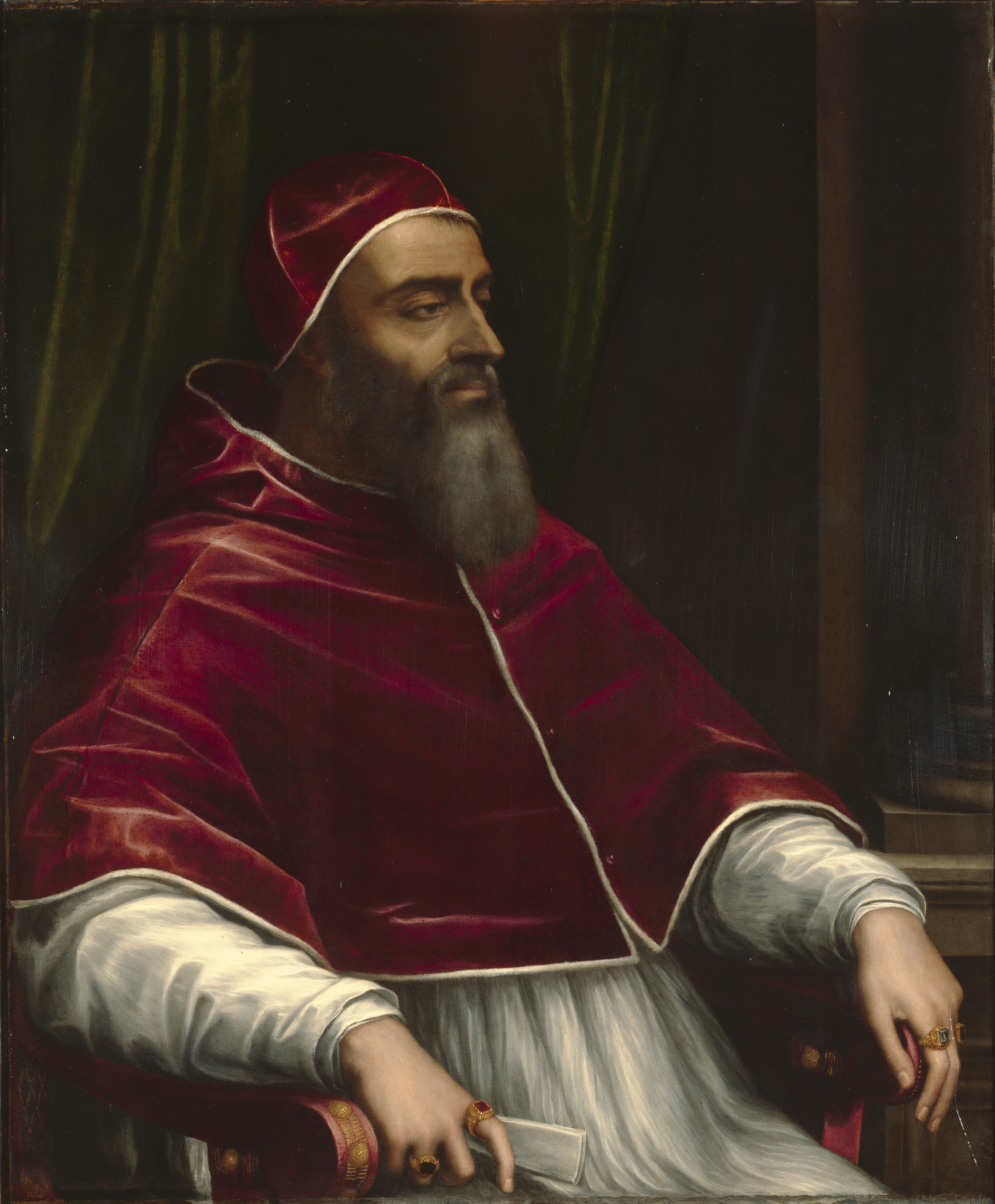
El papa Climent VII

El papa Climent VII (1523-1534) va promulgar, l'any 1529, a petició del bisbe de Jaén, Esteban Gabriel Merino, una butlla per mitjà de la qual concedia indulgència i absolució a la confraria, que podia instituir el bisbe, de vint mil homes i vint mil dones honestes, que contribuïssin amb l'almoina d'un ral de plata i a més, a tots els fidels que visitessin la catedral i es confessessin el Divendres Sant o el dia de l'Assumpció, a més de contribuir a la reedificació. Això es concedia perquè
| « | la catedral de Jaén pateix gran detriment en la seva fàbrica i edifici i a més en moltes parts amenaça ruïna. | » |

- Desiderantes

Aquesta butlla, expedida per Juli III el dia 14 de juliol de 1553 i sol·licitada pel bisbe de Jaén, Pedro Pacheco Ladrón de Guevara, confirmava i concedia noves gràcies a la butlla del papa Climent VII. L'original es conserva a l'arxiu de la catedral de Jaén.

## Església del Sagrari (Capella del Santíssim)

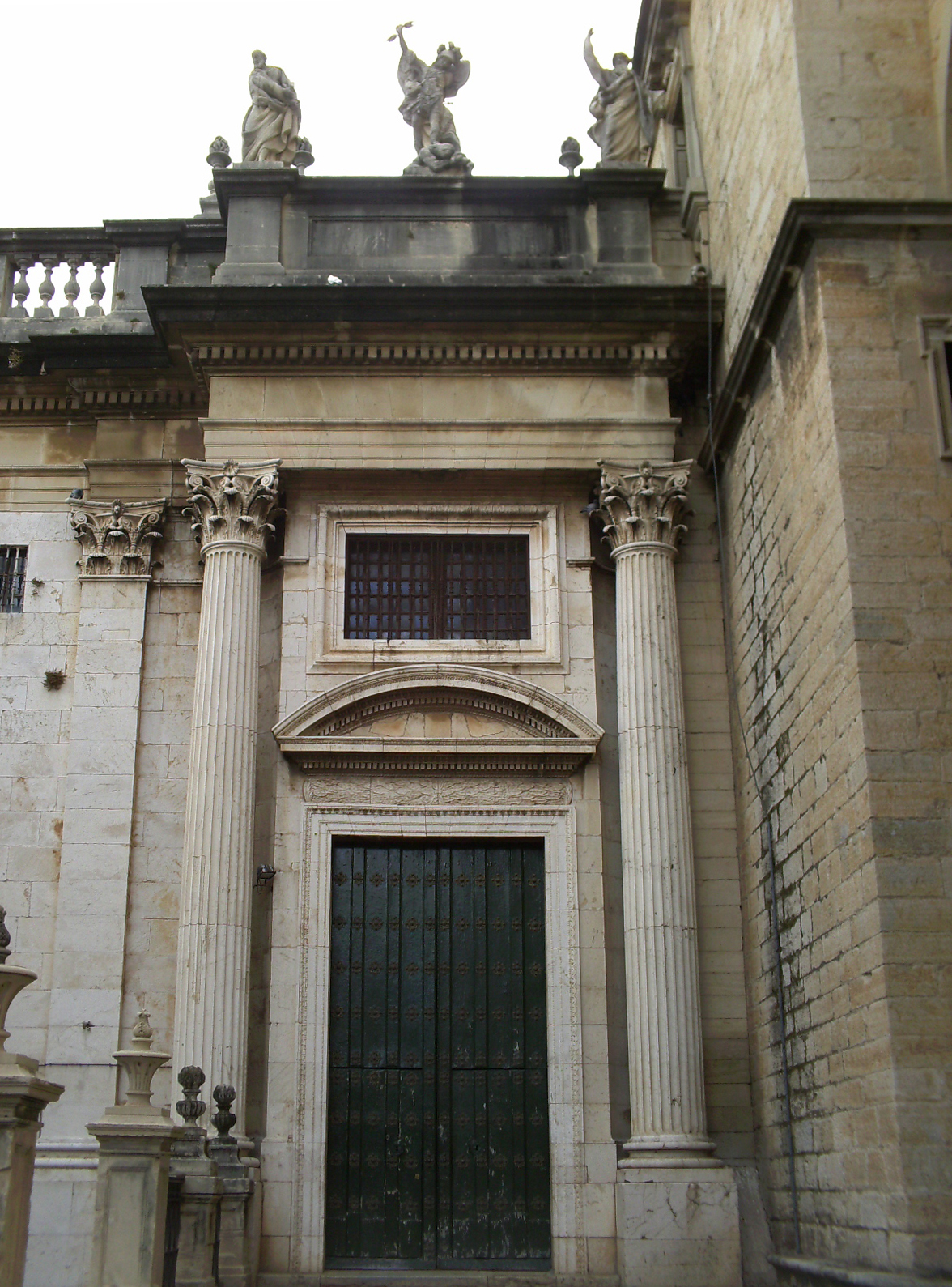
Accés al Sagrario

És una edificació adossada a la façana nord de la catedral. El projecte d'aquesta obra va ser realitzat per l'arquitecte madrileny Ventura Rodríguez l'any 1764. La primera pedra va ser col·locada el 29 de setembre de 1764 pel bisbe Benito Marín. A la mort de Ventura Rodríguez el 1785 es va fer càrrec de les obres el seu nebot Manuel Rodríguez.
La portalada, d'estil corinti, està formada per dues grans columnes i els seus capitells són els que sostenen l'entaulament sobre el qual hi ha l'àtic. Les escultures que hi ha sobre la portada són de Sant Miquel, Sant Pere i Sant Pau, obres de l'escultor Miguel Verdiguier. La porta dona a una entrada on es troben les que comuniquen amb la catedral i amb la cripta. Davant, una altra porta ampla per on s'entra a la capella del Santíssim, amb planta el·líptica, coberta amb cúpula amb 288 hexàgons escultòrics i circulada per 16 columnes també del gènere corinti.
A l'altar major s'hi troba una pintura de L'Assumpció de l'artista Mariano Salvador Maella i als altars laterals, la Crucifixió i el Martiri de Sant Pere Pascual, tots dos tenen unes mides de 410 X 228 cm de Zacarías González de Velázquez. Sota el sagrari, a la cripta, hi ha el Crist expirant de l'escultor Jacinto Higueras.